# Mornarica Vojske Crne Gore
La Mornarica Vojske Crne Gore  (MVCG) è la forza navale montenegrina, originatasi dalla dissoluzione, avvenuta nel giugno 2006, della Marina militare.
La nuova Marina ha raccolto in eredità le unità navali appartenenti precedentemente alla Repubblica Federale di Jugoslavia, devoluta poi in Serbia e Montenegro, che con la dissoluzione finale ha perso ogni sbocco al mare. Oltre che contribuire a preservare l'indipendenza nazionale del Montenegro e la sovranità sulle sue acque territoriali, le forze navali montenegrine partecipano abitualmente alle manovre di addestramento delle unità della NATO e delle nazioni europee affacciate sul mar Adriatico; alcuni marinai montenegrini sono stati imbarcati su navi alleate durante la missione Atalanta.

## Organizzazione

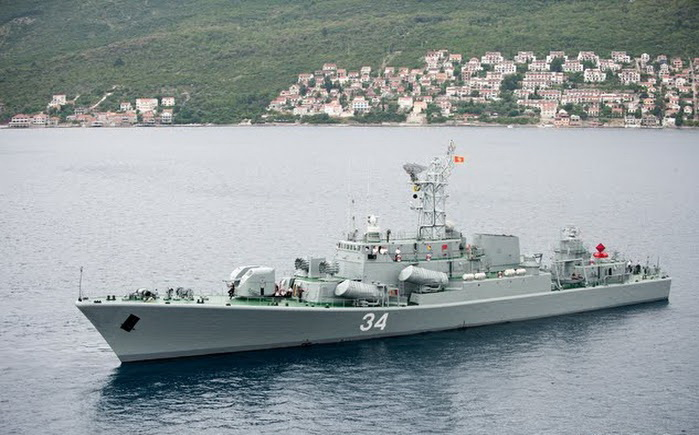
La fregata P-34 (ex Pula, ex Novi Sad), unità di punta della flotta montenegrina

Seconda forza armata del Montenegro come numero di effettivi, la MVCG schiera 350 uomini suddivisi tra un quartier generale con sede ad Antivari e tre centri operativi delle dimensioni di una compagnia: pattugliamento e sorveglianza costiera (che raccoglie le principali unità da combattimento); ricerca e soccorso e supporto logistico; addestramento. È poi presente anche un plotone di fanteria di marina.
Oltre ad Antivari, le forze navali montenegrine utilizzano come base operativa il porto di Castelnuovo.

## Unità in servizio
La Marina montenegrina è interamente equipaggiata con unità navali già appartenenti alle forze navali della Repubblica Socialista Federale di Jugoslavia, sopravvissute alla sua dissoluzione e transitate per le sue varie incarnazioni; solo i due gommoni a chiglia rigida Valiant 620PT in dotazione al plotone dei fanti di marina non sono di origine jugoslava ma provengono dal Regno Unito.

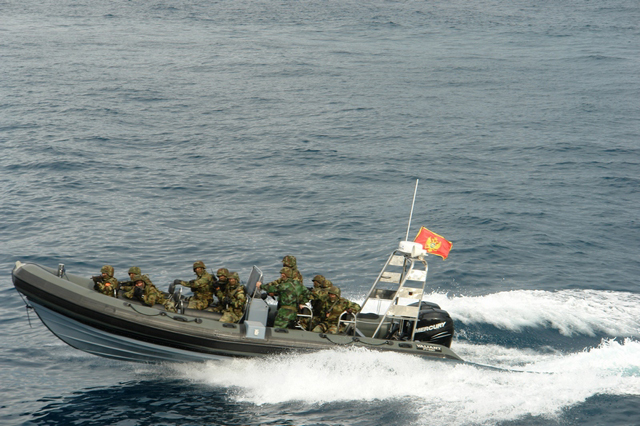
Fanti di marina montenegrini in addestramento a bordo di un gommone Valiant 620PT

La punta di diamante della flotta montenegrina è rappresentata dalle due fregate della classe Kotor P-33 (già Kotor) e P-34 (già Novi Sad, a sua volta già Pula): armate con missili antinave P-15 e antiaerei Osa, rappresentano il sistema d'arma più avanzato ed efficace del Montenegro, ma risultano ormai sovrabbondanti per le reali esigenze del Paese e sono state ritirate dal servizio nel 2020.
Bellicamente efficienti sono anche le due motocannoniere missilistiche della classe Končar RTOP-405 Jordan Nikolov Orce e RTOP-406 Ante Banina, sottoposte a un ciclo di lavori di aggiornamento conclusosi nel 2019 che ha comportato la loro conversione in pattugliatori privi di armamento missilistico.
Completano la dotazione vari assetti logistici, tra cui la nave supporto Lublin della classe PO, due rimorchiatori d'altura e due motoscafi veloci; ancora in servizio come nave scuola è il veliero Jadran, costruito in Germania nel 1931 per l'allora Regno di Jugoslavia.